# Tom Green (actor australiano)
Thomas Green (Sídney, Nueva Gales del Sur; 4 de septiembre de 1991) conocido como Thom Green, es un actor australiano, que interpretó a Samuel Lieberman en Dance Academy y al cadete Thomas Lasky en Halo 4: Forward Unto Dawn.

## Carrera
El 30 de junio de 2009 se unió al elenco de la exitosa y popular serie australiana Home and Away donde interpretó a Dexter Walker el hijo de Sid y hermano menor de Indigo Walker. Tom dejó la serie y fue reemplazado por el actor Charles Cottier.
En 2010 se unió al elenco principal de la serie Dance Academy donde interpretó al bailarín Samuel "Sammy" Lieberman, hasta 2012. Ese mismo año apareció en la película Jack Irish: Bad Debts donde interpretó a Francis.
En 2011 apareció como invitado en la serie East West 101.
En 2012 participó en Halo 4: Forward Unto Dawn donde dio vida a Thomas Lasky, uno de los cadetes, en ella participó junto a la actriz Anna Popplewell.
En 2013 se unió al elenco de la nueva serie Camp donde interpreta a Kip Wampler, un joven que se ve obligado a trabajar como consejero en entrenamiento en el campamento pero que prefiere estar adentro escuchando música rock-indie o viendo documentales, hasta ahora.

## Filmografía

### Series de televisión
| Año         | Serie                     | Personaje        | Notas                        |
| ----------- | ------------------------- | ---------------- | ---------------------------- |
| 2013        | Camp                      | Kip Wampler      | 10 episodios                 |
| 2012        | Halo 4: Forward Unto Dawn | Thomas Lasky     | 5 episodios - webseries      |
| 2010 - 2012 | Dance Academy             | Samuel Lieberman | 52 episodios                 |
| 2011        | East West 101             | Seth Rawlins     | episodio "Heart of Darkness" |
| 2009        | Home and Away             | Dexter Walker    | 19 episodios                 |

### Películas
| Año  | Título                | Personaje        | Notas |
| ---- | --------------------- | ---------------- | --- |
| 2012 | Jack Irish: Bad Debts | Francis          | junto a Guy Pearce, Colin Friels, Steve Bisley, Emma Booth, Fletcher Humphrys & Debra Lawrance                        |
| 2012 | Thirst                | Zac              | junto a Victoria Haralabidou, Myles Pollard & Hanna Mangan Lawrence                                                   |
| 2011 | Smith                 | Smith            | corto - junto a Indiana Evans & Mark Hennessy                                                                         |
| 2010 | Beneath Hill 60       | Warren Hutchings | junto a Brendan Cowell, Anthony Hayes, Steve Le Marquand, Gyton Grantley & Harrison Gilbertson                        |
| 2009 | Voyeurnet             | Trent            | corto - junto a Bianca Linton                                                                                         |
| 2008 | The Ground Beneath    | Kaden            | corto - junto a Rahel Abdulrahman, Paul Tassone, Sean Fennell & Lindsay Farris                                        |
| 2008 | Emerald Falls         | Zac Ferguson     | junto a Georgie Parker, Vince Colosimo, Catherine McClements, Ella Lynch, Oliver Ackland, Steve Peacocke & Tom Oakley |

### Teatro
| Año  | Obra                     | Personaje | Teatro                            |
| ---- | ------------------------ | --------- | --------------------------------- |
| 2009 | The Nargun and the Stars | Simon     | Perth International Arts Festival |
| 2005 | Lockie Leonard           | Phillip   | Merrigong Theatre Company         |

## Premios y nominaciones
| Año  | Categoría        | Premio                             | Película           | Resultado |
| ---- | ---------------- | ---------------------------------- | ------------------ | --------- |
| 2009 | Best Actor       | Short Film Competition Prize Award | The Ground Beneath | Ganador   |
| 2008 | Best Young Actor | AFI Award                          | The Ground Beneath | Nominado  |